# Sainte-Anne-du-Sault
Sainte-Anne-du-Sault är en del av staden Daveluyville i Kanada, till 2016 en separat kommun.  Den ligger i regionen Centre-du-Québec och provinsen Québec, i den sydöstra delen av landet, 290 km öster om huvudstaden Ottawa.